# Treffurt–Plauer Scholle

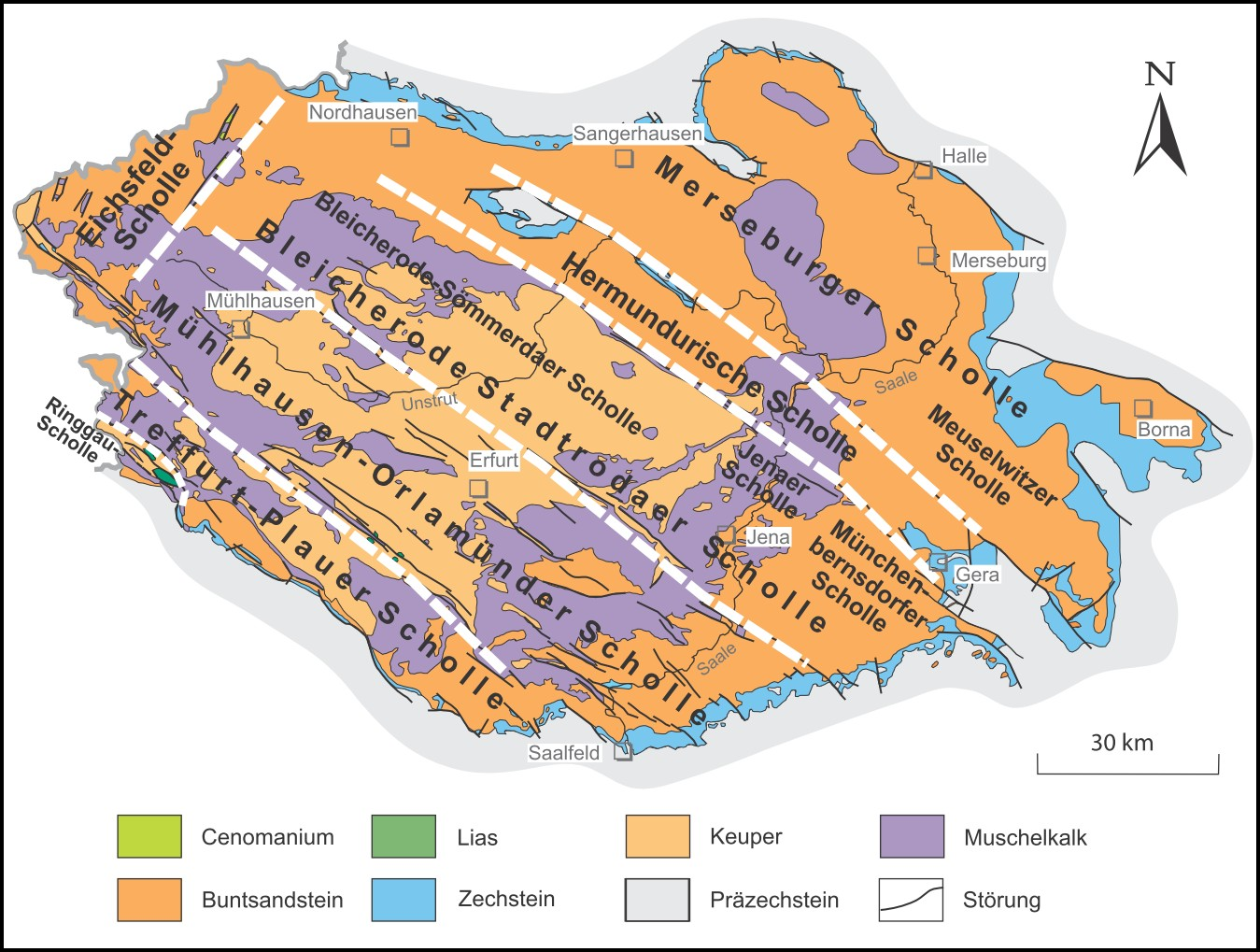
Die Treffurt-Plauer Scholle im Südwesten des Thüringer Beckens
(Der in Hessen liegende Teil ist leider nicht abgebildet!)

Die Treffurt–Plauer Scholle ist die überwiegend in Thüringen gelegene, südwestliche der vier hercynischen, d. h. von Nordwest nach Südost verlaufenden Hauptschollen im Bereich des Thüringer Beckens und seiner Randplatten. 

## Beschreibung
Die Scholle zieht sich durch verschiedene Schichtenfolgen des Buntsandsteins und des Muschelkalks vom Südrand des Leinegrabens entlang des Werratals und dessen rechten Randhöhen (Unteres Werraland mit Höheberg; Gobert, Wanfrieder Werrahöhen) von Witzenhausen (Werra-Meißner-Kreis, Hessen) über Treffurt bis Hörschel; weiterhin zieht sie sich durch das im Inneren keuperhaltige Westthüringer Berg- und Hügelland nördlich Eisenachs und seine Randhöhen aus Muschelkalk (Hörselberge) und Buntsandstein (Waltershäuser Vorberge bei Waltershausen) zum Muschelkalk-Plateau der Ohrdrufer Platte östlich Ohrdrufs nebst Reinsbergen und im Buntsandstein des Paulinzellaer Vorlandes nordöstlich Ilmenaus schließlich bis zum Rand des Thüringer Schiefergebirges bei Königsee.

## Begrenzungen
Nach Nordosten wird die Treffurt–Plauer Scholle durch die Eichenberg–Gotha–Saalfelder Störungszone begrenzt, jenseits der sich die Mühlhausen–Orlamünder Scholle des südwestlichen Thüringer Beckens anschließt; nach Südosten grenzt sie im äußeren Nordwesten an die Osthessische Buntsandstein-Scholle des Osthessischen Berglandes mit dem Fulda-Werra-Bergland, im Nordosten an die Ringgau-Scholle des Ringgau und in Mitte und Südosten der Südwestflanke unmittelbar an den Thüringer Wald (Thüringer Wald-Nordostrandstörung) bzw. ans Thüringer Schiefergebirge.